# Lista di asteroidi (602001-603000)
Di seguito una lista di asteroidi dal numero 602001  al 603000 con data di scoperta e scopritore.

## 602001–602100
| Nome   | Designazione provvisoria | Data di scoperta  | Scopritore                   |
| ------ | ------------------------ | ----------------- | ---------------------------- |
| 602001 | 2014 AS46                | 27 dicembre 2013  | K. Sárneczky                 |
| 602002 | 2014 AY46                | 24 ottobre 2005   | Osservatorio di Mauna Kea    |
| 602003 | 2014 AF50                | 9 gennaio 2014    | Pan-STARRS                   |
| 602004 | 2014 AK53                | 25 dicembre 2013  | CSS                          |
| 602005 | 2014 AW53                | 25 dicembre 2013  | Spacewatch                   |
| 602006 | 2014 AM56                | 2 gennaio 2014    | Spacewatch                   |
| 602007 | 2014 AX58                | 2 gennaio 2014    | Spacewatch                   |
| 602008 | 2014 AT59                | 20 dicembre 2004  | Spacewatch                   |
| 602009 | 2014 AE60                | 12 gennaio 2014   | Mount Lemmon Survey          |
| 602010 | 2014 AJ61                | 2 gennaio 2014    | Spacewatch                   |
| 602011 | 2014 AV61                | 2 gennaio 2014    | CSS                          |
| 602012 | 2014 AM68                | 7 gennaio 2014    | Mount Lemmon Survey          |
| 602013 | 2014 AC70                | 12 gennaio 2014   | Mount Lemmon Survey          |
| 602014 | 2014 BN3                 | 2 dicembre 2013   | M. Ory                       |
| 602015 | 2014 BJ6                 | 31 dicembre 2013  | Spacewatch                   |
| 602016 | 2014 BX8                 | 21 gennaio 2014   | Pan-STARRS                   |
| 602017 | 2014 BE14                | 11 dicembre 2013  | Mount Lemmon Survey          |
| 602018 | 2014 BV14                | 4 febbraio 2009   | Spacewatch                   |
| 602019 | 2014 BZ15                | 13 dicembre 2013  | Mount Lemmon Survey          |
| 602020 | 2014 BM19                | 12 settembre 2002 | NEAT                         |
| 602021 | 2014 BJ20                | 18 novembre 2008  | Spacewatch                   |
| 602022 | 2014 BO24                | 24 settembre 2008 | Spacewatch                   |
| 602023 | 2014 BA26                | 26 dicembre 2013  | Mount Lemmon Survey          |
| 602024 | 2014 BV33                | 20 dicembre 2004  | Mount Lemmon Survey          |
| 602025 | 2014 BJ38                | 23 gennaio 2014   | Mount Lemmon Survey          |
| 602026 | 2014 BE40                | 24 gennaio 2014   | Pan-STARRS                   |
| 602027 | 2014 BJ41                | 20 settembre 2011 | Pan-STARRS                   |
| 602028 | 2014 BB45                | 1 gennaio 2014    | Pan-STARRS                   |
| 602029 | 2014 BG48                | 23 gennaio 2014   | Mount Lemmon Survey          |
| 602030 | 2014 BN49                | 21 febbraio 2009  | Spacewatch                   |
| 602031 | 2014 BD54                | 1 febbraio 2009   | Spacewatch                   |
| 602032 | 2014 BR55                | 1 gennaio 2014    | M. Schwartz, P. R. Holvorcem |
| 602033 | 2014 BM59                | 29 gennaio 2014   | Spacewatch                   |
| 602034 | 2014 BW60                | 27 settembre 2008 | Mount Lemmon Survey          |
| 602035 | 2014 BU65                | 23 agosto 2003    | NEAT                         |
| 602036 | 2014 BF66                | 29 gennaio 2014   | Spacewatch                   |
| 602037 | 2014 BJ68                | 3 marzo 2006      | Spacewatch                   |
| 602038 | 2014 BA69                | 19 ottobre 2012   | Pan-STARRS                   |
| 602039 | 2014 BZ69                | 9 ottobre 1996    | Spacewatch                   |
| 602040 | 2014 BO70                | 1 novembre 2013   | Mount Lemmon Survey          |
| 602041 | 2014 BF71                | 29 gennaio 2014   | CSS                          |
| 602042 | 2014 BQ71                | 26 gennaio 2014   | Pan-STARRS                   |
| 602043 | 2014 BZ71                | 31 gennaio 2014   | Pan-STARRS                   |
| 602044 | 2014 BH72                | 31 gennaio 2014   | Pan-STARRS                   |
| 602045 | 2014 BY73                | 23 dicembre 2017  | Pan-STARRS                   |
| 602046 | 2014 BG79                | 28 gennaio 2014   | Spacewatch                   |
| 602047 | 2014 BN84                | 23 gennaio 2014   | Mount Lemmon Survey          |
| 602048 | 2014 CV1                 | 4 febbraio 2014   | A. Oreshko                   |
| 602049 | 2014 CC6                 | 1 ottobre 2003    | Spacewatch                   |
| 602050 | 2014 CY7                 | 9 gennaio 2014    | Mount Lemmon Survey          |
| 602051 | 2014 CM8                 | 18 ottobre 2003   | Spacewatch                   |
| 602052 | 2014 CZ10                | 18 agosto 2012    | R. Holmes                    |
| 602053 | 2014 CB14                | 10 febbraio 2014  | Mount Lemmon Survey          |
| 602054 | 2014 CB15                | 10 febbraio 2014  | Pan-STARRS                   |
| 602055 | 2014 CT22                | 11 marzo 2003     | NEAT                         |
| 602056 | 2014 CA25                | 28 dicembre 2002  | Spacewatch                   |
| 602057 | 2014 CF25                | 6 febbraio 2014   | C. Rinner                    |
| 602058 | 2014 CH25                | 17 luglio 2004    | Osservatorio di Cerro Tololo |
| 602059 | 2014 CS26                | 2 febbraio 2005   | Spacewatch                   |
| 602060 | 2014 CW27                | 10 febbraio 2014  | Pan-STARRS                   |
| 602061 | 2014 CY27                | 10 febbraio 2014  | Pan-STARRS                   |
| 602062 | 2014 CE30                | 1 febbraio 2014   | ESA OGS                      |
| 602063 | 2014 CP30                | 9 febbraio 2014   | Spacewatch                   |
| 602064 | 2014 CD32                | 6 febbraio 2014   | Mount Lemmon Survey          |
| 602065 | 2014 CE32                | 9 febbraio 2005   | Mount Lemmon Survey          |
| 602066 | 2014 CN32                | 5 febbraio 2014   | Mount Lemmon Survey          |
| 602067 | 2014 CV32                | 4 febbraio 2014   | CSS                          |
| 602068 | 2014 DB2                 | 19 febbraio 2014  | Spacewatch                   |
| 602069 | 2014 DQ6                 | 6 febbraio 2014   | CSS                          |
| 602070 | 2014 DA11                | 29 gennaio 2014   | Mount Lemmon Survey          |
| 602071 | 2014 DN13                | 5 dicembre 2007   | CSS                          |
| 602072 | 2014 DK17                | 13 marzo 2005     | Spacewatch                   |
| 602073 | 2014 DE18                | 29 gennaio 2014   | M. Ory                       |
| 602074 | 2014 DH22                | 11 marzo 2003     | NEAT                         |
| 602075 | 2014 DP23                | 20 febbraio 2014  | Spacewatch                   |
| 602076 | 2014 DM27                | 25 gennaio 2014   | Pan-STARRS                   |
| 602077 | 2014 DC33                | 19 settembre 1998 | SDSS Collaboration           |
| 602078 | 2014 DQ35                | 22 febbraio 2014  | Spacewatch                   |
| 602079 | 2014 DH39                | 25 dicembre 2013  | Mount Lemmon Survey          |
| 602080 | 2014 DA41                | 28 settembre 2003 | SDSS Collaboration           |
| 602081 | 2014 DB42                | 15 ottobre 2012   | Pan-STARRS                   |
| 602082 | 2014 DD43                | 26 febbraio 2014  | M. Ory                       |
| 602083 | 2014 DU44                | 18 dicembre 2007  | Mount Lemmon Survey          |
| 602084 | 2014 DJ46                | 28 gennaio 2014   | Spacewatch                   |
| 602085 | 2014 DL46                | 28 aprile 2007    | Spacewatch                   |
| 602086 | 2014 DO47                | 27 febbraio 2014  | Spacewatch                   |
| 602087 | 2014 DA50                | 19 agosto 2001    | Osservatorio di Cerro Tololo |
| 602088 | 2014 DB50                | 10 gennaio 2013   | Pan-STARRS                   |
| 602089 | 2014 DH50                | 7 febbraio 2008   | Spacewatch                   |
| 602090 | 2014 DJ50                | 6 gennaio 2013    | Spacewatch                   |
| 602091 | 2014 DJ53                | 21 ottobre 2012   | Mount Lemmon Survey          |
| 602092 | 2014 DZ53                | 8 febbraio 2013   | Pan-STARRS                   |
| 602093 | 2014 DG54                | 26 febbraio 2014  | Pan-STARRS                   |
| 602094 | 2014 DN55                | 26 ottobre 2012   | Mount Lemmon Survey          |
| 602095 | 2014 DL58                | 4 febbraio 2009   | Mount Lemmon Survey          |
| 602096 | 2014 DM58                | 26 febbraio 2014  | Pan-STARRS                   |
| 602097 | 2014 DR59                | 11 ottobre 2012   | Pan-STARRS                   |
| 602098 | 2014 DT60                | 15 ottobre 2007   | Spacewatch                   |
| 602099 | 2014 DT61                | 11 settembre 2007 | Mount Lemmon Survey          |
| 602100 | 2014 DX62                | 2 marzo 2009      | Mount Lemmon Survey          |

## 602101–602200
| Nome   | Designazione provvisoria | Data di scoperta  | Scopritore          |
| ------ | ------------------------ | ----------------- | ------------------- |
| 602101 | 2014 DE63                | 13 novembre 2007  | Mount Lemmon Survey |
| 602102 | 2014 DD65                | 26 febbraio 2014  | Pan-STARRS          |
| 602103 | 2014 DM74                | 12 settembre 2007 | CSS                 |
| 602104 | 2014 DS74                | 2 febbraio 2008   | Spacewatch          |
| 602105 | 2014 DW75                | 26 febbraio 2014  | Pan-STARRS          |
| 602106 | 2014 DP76                | 19 agosto 2006    | Spacewatch          |
| 602107 | 2014 DC78                | 20 febbraio 2009  | Spacewatch          |
| 602108 | 2014 DF79                | 12 aprile 2005    | Kitt Peak Obs.      |
| 602109 | 2014 DM79                | 5 aprile 2003     | Spacewatch          |
| 602110 | 2014 DM80                | 25 aprile 2004    | SDSS Collaboration  |
| 602111 | 2014 DS81                | 4 settembre 2007  | Mount Lemmon Survey |
| 602112 | 2014 DW81                | 20 settembre 2011 | Mount Lemmon Survey |
| 602113 | 2014 DN83                | 10 gennaio 2013   | Pan-STARRS          |
| 602114 | 2014 DT89                | 22 febbraio 2009  | Spacewatch          |
| 602115 | 2014 DU89                | 26 febbraio 2014  | Pan-STARRS          |
| 602116 | 2014 DM92                | 1 gennaio 2014    | Mount Lemmon Survey |
| 602117 | 2014 DB94                | 4 settembre 2011  | Pan-STARRS          |
| 602118 | 2014 DF94                | 12 novembre 2012  | Mount Lemmon Survey |
| 602119 | 2014 DD98                | 20 settembre 2011 | Pan-STARRS          |
| 602120 | 2014 DS101               | 10 agosto 2007    | Spacewatch          |
| 602121 | 2014 DZ101               | 28 gennaio 2014   | Spacewatch          |
| 602122 | 2014 DU103               | 27 febbraio 2014  | Mount Lemmon Survey |
| 602123 | 2014 DQ106               | 20 aprile 2010    | Mount Lemmon Survey |
| 602124 | 2014 DT106               | 27 febbraio 2014  | Mount Lemmon Survey |
| 602125 | 2014 DK109               | 27 febbraio 2014  | Mount Lemmon Survey |
| 602126 | 2014 DF110               | 27 febbraio 2014  | Pan-STARRS          |
| 602127 | 2014 DP112               | 1 dicembre 2004   | CSS                 |
| 602128 | 2014 DK114               | 26 febbraio 2014  | Mount Lemmon Survey |
| 602129 | 2014 DF116               | 26 febbraio 2014  | Pan-STARRS          |
| 602130 | 2014 DA118               | 10 marzo 2005     | Mount Lemmon Survey |
| 602131 | 2014 DE118               | 27 febbraio 2014  | Spacewatch          |
| 602132 | 2014 DB119               | 28 gennaio 2014   | Spacewatch          |
| 602133 | 2014 DC119               | 26 settembre 2009 | Spacewatch          |
| 602134 | 2014 DN119               | 25 settembre 2008 | Mount Lemmon Survey |
| 602135 | 2014 DU120               | 8 gennaio 2010    | Mount Lemmon Survey |
| 602136 | 2014 DP122               | 13 febbraio 2002  | Spacewatch          |
| 602137 | 2014 DD124               | 28 febbraio 2014  | Pan-STARRS          |
| 602138 | 2014 DS127               | 15 settembre 2007 | LUSS                |
| 602139 | 2014 DS128               | 28 febbraio 2014  | Pan-STARRS          |
| 602140 | 2014 DD129               | 3 marzo 2005      | Spacewatch          |
| 602141 | 2014 DM131               | 2 dicembre 2012   | Mount Lemmon Survey |
| 602142 | 2014 DN131               | 27 ottobre 2012   | Mount Lemmon Survey |
| 602143 | 2014 DO131               | 4 dicembre 2012   | Mount Lemmon Survey |
| 602144 | 2014 DT132               | 28 febbraio 2014  | Pan-STARRS          |
| 602145 | 2014 DM135               | 2 febbraio 2013   | Mount Lemmon Survey |
| 602146 | 2014 DF140               | 21 dicembre 2008  | CSS                 |
| 602147 | 2014 DA141               | 24 ottobre 2007   | Mount Lemmon Survey |
| 602148 | 2014 DN141               | 9 febbraio 2014   | Pan-STARRS          |
| 602149 | 2014 DG144               | 22 febbraio 2014  | Mount Lemmon Survey |
| 602150 | 2014 DV147               | 13 marzo 2003     | Spacewatch          |
| 602151 | 2014 DW148               | 20 febbraio 2014  | Mount Lemmon Survey |
| 602152 | 2014 DB150               | 11 settembre 2007 | Mount Lemmon Survey |
| 602153 | 2014 DL150               | 8 marzo 2005      | Spacewatch          |
| 602154 | 2014 DD152               | 15 dicembre 2001  | SDSS Collaboration  |
| 602155 | 2014 DG152               | 26 febbraio 2014  | Pan-STARRS          |
| 602156 | 2014 DG156               | 20 febbraio 2014  | Mount Lemmon Survey |
| 602157 | 2014 DM156               | 26 febbraio 2014  | Pan-STARRS          |
| 602158 | 2014 DQ156               | 27 febbraio 2014  | Pan-STARRS          |
| 602159 | 2014 DS156               | 19 marzo 2015     | Pan-STARRS          |
| 602160 | 2014 DW159               | 29 gennaio 2014   | Spacewatch          |
| 602161 | 2014 DE161               | 26 febbraio 2014  | Pan-STARRS          |
| 602162 | 2014 DQ162               | 7 giugno 2015     | Pan-STARRS          |
| 602163 | 2014 DJ164               | 26 febbraio 2014  | Pan-STARRS          |
| 602164 | 2014 DD170               | 26 febbraio 2014  | Pan-STARRS          |
| 602165 | 2014 DF172               | 26 febbraio 2014  | Pan-STARRS          |
| 602166 | 2014 DR172               | 28 febbraio 2014  | Pan-STARRS          |
| 602167 | 2014 DK174               | 24 febbraio 2014  | Pan-STARRS          |
| 602168 | 2014 DO174               | 20 febbraio 2014  | Mount Lemmon Survey |
| 602169 | 2014 DC186               | 7 aprile 2006     | Spacewatch          |
| 602170 | 2014 DG188               | 28 febbraio 2014  | Pan-STARRS          |
| 602171 | 2014 DX188               | 28 febbraio 2014  | Pan-STARRS          |
| 602172 | 2014 EQ                  | 23 gennaio 2014   | Mount Lemmon Survey |
| 602173 | 2014 EO1                 | 27 gennaio 2006   | Mount Lemmon Survey |
| 602174 | 2014 ES2                 | 27 settembre 2008 | Mount Lemmon Survey |
| 602175 | 2014 EU4                 | 26 febbraio 2014  | Pan-STARRS          |
| 602176 | 2014 EM5                 | 29 settembre 2011 | Mount Lemmon Survey |
| 602177 | 2014 ET7                 | 5 marzo 2014      | Pan-STARRS          |
| 602178 | 2014 EV8                 | 3 agosto 2002     | NEAT                |
| 602179 | 2014 EO9                 | 6 marzo 2014      | Mount Lemmon Survey |
| 602180 | 2014 EQ11                | 31 gennaio 2009   | Mount Lemmon Survey |
| 602181 | 2014 EY12                | 19 novembre 2003  | Spacewatch          |
| 602182 | 2014 EP14                | 26 agosto 2000    | Spacewatch          |
| 602183 | 2014 EB17                | 5 marzo 2014      | Pan-STARRS          |
| 602184 | 2014 ER17                | 2 aprile 2005     | Spacewatch          |
| 602185 | 2014 EC18                | 10 marzo 2003     | NEAT                |
| 602186 | 2014 EZ18                | 2 aprile 2005     | Mount Lemmon Survey |
| 602187 | 2014 EQ19                | 6 marzo 2014      | Spacewatch          |
| 602188 | 2014 EA21                | 6 marzo 2014      | Mount Lemmon Survey |
| 602189 | 2014 EG24                | 29 luglio 2012    | Pan-STARRS          |
| 602190 | 2014 EK26                | 28 febbraio 2014  | Pan-STARRS          |
| 602191 | 2014 EO28                | 23 ottobre 2006   | NEAT                |
| 602192 | 2014 EL29                | 6 marzo 2014      | Mount Lemmon Survey |
| 602193 | 2014 EJ31                | 26 febbraio 2014  | Pan-STARRS          |
| 602194 | 2014 EW31                | 25 dicembre 2010  | Mount Lemmon Survey |
| 602195 | 2014 EM33                | 17 dicembre 2007  | Spacewatch          |
| 602196 | 2014 EE35                | 8 marzo 2014      | Mount Lemmon Survey |
| 602197 | 2014 EK35                | 20 ottobre 2003   | Spacewatch          |
| 602198 | 2014 EZ35                | 8 marzo 2014      | Mount Lemmon Survey |
| 602199 | 2014 EX36                | 30 dicembre 2008  | Mount Lemmon Survey |
| 602200 | 2014 EU39                | 19 gennaio 2001   | Spacewatch          |

## 602201–602300
| Nome   | Designazione provvisoria | Data di scoperta  | Scopritore                 |
| ------ | ------------------------ | ----------------- | -------------------------- |
| 602201 | 2014 EA41                | 26 novembre 2000  | LINEAR                     |
| 602202 | 2014 EE43                | 11 aprile 2010    | Mount Lemmon Survey        |
| 602203 | 2014 EU44                | 26 febbraio 2014  | Pan-STARRS                 |
| 602204 | 2014 ED46                | 18 gennaio 2009   | Mount Lemmon Survey        |
| 602205 | 2014 EE48                | 11 marzo 2014     | Mount Lemmon Survey        |
| 602206 | 2014 EV49                | 8 marzo 2014      | CSS                        |
| 602207 | 2014 EP51                | 18 ottobre 2012   | Pan-STARRS                 |
| 602208 | 2014 EU53                | 14 maggio 2015    | Pan-STARRS                 |
| 602209 | 2014 EX58                | 28 febbraio 2014  | Pan-STARRS                 |
| 602210 | 2014 EZ58                | 20 settembre 2008 | Mount Lemmon Survey        |
| 602211 | 2014 EJ65                | 6 settembre 2008  | Spacewatch                 |
| 602212 | 2014 EX65                | 26 maggio 2015    | Mount Lemmon Survey        |
| 602213 | 2014 EK79                | 29 agosto 2016    | Mount Lemmon Survey        |
| 602214 | 2014 ED83                | 18 gennaio 2009   | Spacewatch                 |
| 602215 | 2014 EL94                | 3 settembre 2008  | Spacewatch                 |
| 602216 | 2014 EK95                | 5 novembre 2016   | Pan-STARRS                 |
| 602217 | 2014 EZ96                | 28 febbraio 2014  | Pan-STARRS                 |
| 602218 | 2014 EQ100               | 26 ottobre 2016   | Mount Lemmon Survey        |
| 602219 | 2014 EX101               | 5 settembre 2010  | Mount Lemmon Survey        |
| 602220 | 2014 EA102               | 26 febbraio 2014  | Pan-STARRS                 |
| 602221 | 2014 ED106               | 5 settembre 2007  | Mount Lemmon Survey        |
| 602222 | 2014 EV110               | 16 giugno 2015    | Pan-STARRS                 |
| 602223 | 2014 EK111               | 8 agosto 2012     | Pan-STARRS                 |
| 602224 | 2014 EH117               | 5 gennaio 2013    | Spacewatch                 |
| 602225 | 2014 EK117               | 18 settembre 2003 | Spacewatch                 |
| 602226 | 2014 ED118               | 26 febbraio 2004  | M. W. Buie, D. E. Trilling |
| 602227 | 2014 EL120               | 23 giugno 2017    | Pan-STARRS                 |
| 602228 | 2014 EB122               | 14 settembre 2007 | Mount Lemmon Survey        |
| 602229 | 2014 ED123               | 23 agosto 2003    | NEAT                       |
| 602230 | 2014 ET123               | 13 novembre 2012  | Mount Lemmon Survey        |
| 602231 | 2014 EL126               | 10 ottobre 2016   | Pan-STARRS                 |
| 602232 | 2014 EA129               | 15 novembre 2010  | Spacewatch                 |
| 602233 | 2014 ED140               | 30 agosto 2016    | Mount Lemmon Survey        |
| 602234 | 2014 EU157               | 5 febbraio 2009   | Spacewatch                 |
| 602235 | 2014 EY158               | 26 ottobre 2016   | Pan-STARRS                 |
| 602236 | 2014 EN161               | 9 luglio 2016     | Pan-STARRS                 |
| 602237 | 2014 EF171               | 25 gennaio 2009   | Spacewatch                 |
| 602238 | 2014 EC182               | 5 settembre 2008  | Spacewatch                 |
| 602239 | 2014 EG188               | 24 agosto 2008    | Spacewatch                 |
| 602240 | 2014 EB202               | 4 settembre 2007  | CSS                        |
| 602241 | 2014 EC206               | 12 ottobre 2016   | Pan-STARRS                 |
| 602242 | 2014 ES210               | 9 ottobre 2016    | Mount Lemmon Survey        |
| 602243 | 2014 EY213               | 20 settembre 2007 | Spacewatch                 |
| 602244 | 2014 EU214               | 13 novembre 2017  | Pan-STARRS                 |
| 602245 | 2014 ET217               | 18 settembre 2006 | Spacewatch                 |
| 602246 | 2014 EX221               | 28 febbraio 2014  | Pan-STARRS                 |
| 602247 | 2014 EJ224               | 5 settembre 2007  | Mount Lemmon Survey        |
| 602248 | 2014 EY226               | 21 ottobre 2012   | Mount Lemmon Survey        |
| 602249 | 2014 EN231               | 11 luglio 2016    | Pan-STARRS                 |
| 602250 | 2014 EH234               | 5 settembre 2008  | Spacewatch                 |
| 602251 | 2014 EC238               | 13 gennaio 2008   | Spacewatch                 |
| 602252 | 2014 EF238               | 20 settembre 2006 | Spacewatch                 |
| 602253 | 2014 ER240               | 7 giugno 2016     | Pan-STARRS                 |
| 602254 | 2014 EO247               | 28 dicembre 2011  | Mount Lemmon Survey        |
| 602255 | 2014 EE249               | 22 ottobre 2003   | SDSS Collaboration         |
| 602256 | 2014 EO249               | 8 ottobre 2012    | Pan-STARRS                 |
| 602257 | 2014 EU249               | 29 gennaio 2014   | CSS                        |
| 602258 | 2014 ER254               | 6 marzo 2014      | Mount Lemmon Survey        |
| 602259 | 2014 FC                  | 18 marzo 2014     | Pan-STARRS                 |
| 602260 | 2014 FS1                 | 20 aprile 2010    | Mount Lemmon Survey        |
| 602261 | 2014 FE2                 | 1 aprile 2003     | SDSS Collaboration         |
| 602262 | 2014 FG3                 | 20 marzo 2014     | Mount Lemmon Survey        |
| 602263 | 2014 FJ4                 | 16 ottobre 2010   | R. Holmes                  |
| 602264 | 2014 FO6                 | 12 novembre 2001  | SDSS Collaboration         |
| 602265 | 2014 FW6                 | 25 febbraio 2014  | Pan-STARRS                 |
| 602266 | 2014 FS7                 | 24 febbraio 2006  | Spacewatch                 |
| 602267 | 2014 FQ8                 | 5 marzo 2008      | Osservatorio Jarnac        |
| 602268 | 2014 FD10                | 16 febbraio 2010  | Mount Lemmon Survey        |
| 602269 | 2014 FR15                | 27 febbraio 2014  | Spacewatch                 |
| 602270 | 2014 FB17                | 17 marzo 2005     | Mount Lemmon Survey        |
| 602271 | 2014 FX17                | 11 ottobre 2007   | Mount Lemmon Survey        |
| 602272 | 2014 FZ17                | 21 settembre 2011 | Mount Lemmon Survey        |
| 602273 | 2014 FH19                | 13 novembre 2012  | Mount Lemmon Survey        |
| 602274 | 2014 FT19                | 28 gennaio 2014   | Spacewatch                 |
| 602275 | 2014 FX22                | 10 febbraio 2014  | Pan-STARRS                 |
| 602276 | 2014 FA23                | 7 ottobre 2007    | Mount Lemmon Survey        |
| 602277 | 2014 FB30                | 10 marzo 2005     | Mount Lemmon Survey        |
| 602278 | 2014 FN30                | 12 marzo 2014     | Mount Lemmon Survey        |
| 602279 | 2014 FX30                | 23 marzo 2014     | Mount Lemmon Survey        |
| 602280 | 2014 FR34                | 9 febbraio 2014   | Pan-STARRS                 |
| 602281 | 2014 FN35                | 19 marzo 2009     | W. Bickel                  |
| 602282 | 2014 FU37                | 29 luglio 2012    | Pan-STARRS                 |
| 602283 | 2014 FG38                | 22 novembre 2011  | Mount Lemmon Survey        |
| 602284 | 2014 FY41                | 19 novembre 2003  | Spacewatch                 |
| 602285 | 2014 FR43                | 29 marzo 2014     | Mount Lemmon Survey        |
| 602286 | 2014 FV43                | 13 settembre 2007 | Mount Lemmon Survey        |
| 602287 | 2014 FV49                | 22 ottobre 2012   | Pan-STARRS                 |
| 602288 | 2014 FP51                | 27 marzo 2014     | Pan-STARRS                 |
| 602289 | 2014 FR51                | 30 gennaio 2003   | Spacewatch                 |
| 602290 | 2014 FK52                | 24 febbraio 2014  | Pan-STARRS                 |
| 602291 | 2014 FC64                | 21 agosto 2006    | L. H. Wasserman            |
| 602292 | 2014 FJ65                | 28 marzo 2014     | Mount Lemmon Survey        |
| 602293 | 2014 FJ66                | 29 gennaio 2009   | Spacewatch                 |
| 602294 | 2014 FV68                | 1 marzo 2008      | Spacewatch                 |
| 602295 | 2014 FS72                | 9 ottobre 2007    | Spacewatch                 |
| 602296 | 2014 FU72                | 24 marzo 2014     | Pan-STARRS                 |
| 602297 | 2014 FD73                | 25 marzo 2014     | Spacewatch                 |
| 602298 | 2014 FB77                | 24 marzo 2014     | Pan-STARRS                 |
| 602299 | 2014 FD77                | 27 marzo 2014     | Mount Lemmon Survey        |
| 602300 | 2014 FT80                | 18 giugno 2015    | Pan-STARRS                 |

## 602301–602400
| Nome   | Designazione provvisoria | Data di scoperta  | Scopritore          |
| ------ | ------------------------ | ----------------- | ------------------- |
| 602301 | 2014 FA83                | 31 marzo 2014     | Spacewatch          |
| 602302 | 2014 FP83                | 31 marzo 2014     | Mount Lemmon Survey |
| 602303 | 2014 GQ7                 | 10 marzo 2014     | Spacewatch          |
| 602304 | 2014 GV8                 | 26 febbraio 2014  | Pan-STARRS          |
| 602305 | 2014 GG9                 | 26 febbraio 2014  | Pan-STARRS          |
| 602306 | 2014 GG12                | 8 marzo 2014      | Spacewatch          |
| 602307 | 2014 GP13                | 22 febbraio 2014  | Mount Lemmon Survey |
| 602308 | 2014 GR18                | 3 aprile 2014     | PMO NEO             |
| 602309 | 2014 GW19                | 8 novembre 2007   | Spacewatch          |
| 602310 | 2014 GZ19                | 20 aprile 2009    | Mount Lemmon Survey |
| 602311 | 2014 GE23                | 4 aprile 2014     | Mount Lemmon Survey |
| 602312 | 2014 GB25                | 1 ottobre 2005    | CSS                 |
| 602313 | 2014 GX25                | 26 gennaio 2009   | W. Bickel           |
| 602314 | 2014 GL27                | 19 novembre 2012  | Spacewatch          |
| 602315 | 2014 GU35                | 1 aprile 2014     | PMO NEO             |
| 602316 | 2014 GW35                | 17 gennaio 2004   | NEAT                |
| 602317 | 2014 GT37                | 27 agosto 2005    | Spacewatch          |
| 602318 | 2014 GK44                | 24 febbraio 2006  | NEAT                |
| 602319 | 2014 GT44                | 29 ottobre 2005   | NEAT                |
| 602320 | 2014 GO45                | 6 aprile 2014     | CSS                 |
| 602321 | 2014 GH48                | 8 marzo 2014      | Mount Lemmon Survey |
| 602322 | 2014 GG50                | 27 ottobre 2008   | Mount Lemmon Survey |
| 602323 | 2014 GO53                | 12 novembre 2010  | Mount Lemmon Survey |
| 602324 | 2014 GV61                | 5 aprile 2014     | Pan-STARRS          |
| 602325 | 2014 GH68                | 6 aprile 2014     | Mount Lemmon Survey |
| 602326 | 2014 GM76                | 5 aprile 2014     | Pan-STARRS          |
| 602327 | 2014 GW77                | 5 aprile 2014     | Pan-STARRS          |
| 602328 | 2014 GV79                | 1 aprile 2014     | Mount Lemmon Survey |
| 602329 | 2014 GW85                | 5 aprile 2014     | Pan-STARRS          |
| 602330 | 2014 HA3                 | 6 novembre 2002   | NEAT                |
| 602331 | 2014 HS3                 | 16 novembre 2007  | Mount Lemmon Survey |
| 602332 | 2014 HF4                 | 10 febbraio 2014  | Pan-STARRS          |
| 602333 | 2014 HE8                 | 1 marzo 2009      | CSS                 |
| 602334 | 2014 HG10                | 5 aprile 2014     | Pan-STARRS          |
| 602335 | 2014 HN10                | 5 aprile 2014     | Pan-STARRS          |
| 602336 | 2014 HP10                | 5 aprile 2014     | Pan-STARRS          |
| 602337 | 2014 HP11                | 10 agosto 2010    | Spacewatch          |
| 602338 | 2014 HE12                | 15 novembre 2011  | Mount Lemmon Survey |
| 602339 | 2014 HT12                | 15 aprile 2008    | Mount Lemmon Survey |
| 602340 | 2014 HY14                | 27 settembre 2003 | Spacewatch          |
| 602341 | 2014 HP23                | 9 settembre 2004  | Spacewatch          |
| 602342 | 2014 HC24                | 10 settembre 2007 | Spacewatch          |
| 602343 | 2014 HX28                | 2 aprile 2014     | Spacewatch          |
| 602344 | 2014 HR31                | 15 settembre 2006 | Spacewatch          |
| 602345 | 2014 HQ32                | 25 settembre 2011 | Pan-STARRS          |
| 602346 | 2014 HT38                | 7 aprile 2005     | Spacewatch          |
| 602347 | 2014 HL49                | 9 gennaio 2006    | Spacewatch          |
| 602348 | 2014 HW59                | 27 marzo 2014     | Pan-STARRS          |
| 602349 | 2014 HV60                | 23 aprile 2014    | CTIO-DECam          |
| 602350 | 2014 HC66                | 20 aprile 2014    | Mount Lemmon Survey |
| 602351 | 2014 HD71                | 23 dicembre 2012  | Pan-STARRS          |
| 602352 | 2014 HT97                | 23 aprile 2014    | CTIO-DECam          |
| 602353 | 2014 HN100               | 5 gennaio 2013    | Spacewatch          |
| 602354 | 2014 HW100               | 28 ottobre 2011   | V. Gerke            |
| 602355 | 2014 HG112               | 23 aprile 2014    | CTIO-DECam          |
| 602356 | 2014 HL112               | 27 ottobre 2008   | Mount Lemmon Survey |
| 602357 | 2014 HK115               | 24 aprile 2014    | Mount Lemmon Survey |
| 602358 | 2014 HK117               | 23 aprile 2014    | CTIO-DECam          |
| 602359 | 2014 HR134               | 9 febbraio 2008   | Spacewatch          |
| 602360 | 2014 HX136               | 20 ottobre 2007   | Mount Lemmon Survey |
| 602361 | 2014 HP141               | 24 ottobre 2011   | Pan-STARRS          |
| 602362 | 2014 HG146               | 13 dicembre 2012  | Mount Lemmon Survey |
| 602363 | 2014 HG147               | 29 settembre 2008 | Mount Lemmon Survey |
| 602364 | 2014 HY148               | 26 ottobre 2011   | Pan-STARRS          |
| 602365 | 2014 HE153               | 9 febbraio 2013   | Pan-STARRS          |
| 602366 | 2014 HO154               | 6 ottobre 2005    | Spacewatch          |
| 602367 | 2014 HZ158               | 11 novembre 2001  | SDSS Collaboration  |
| 602368 | 2014 HK164               | 28 marzo 2014     | Pan-STARRS          |
| 602369 | 2014 HE165               | 5 aprile 2014     | Pan-STARRS          |
| 602370 | 2014 HR165               | 7 aprile 2014     | Mount Lemmon Survey |
| 602371 | 2014 HJ173               | 10 febbraio 2008  | Spacewatch          |
| 602372 | 2014 HB176               | 29 aprile 2014    | Pan-STARRS          |
| 602373 | 2014 HS176               | 28 febbraio 2014  | Pan-STARRS          |
| 602374 | 2014 HN180               | 28 febbraio 2014  | Pan-STARRS          |
| 602375 | 2014 HN184               | 30 aprile 2014    | Pan-STARRS          |
| 602376 | 2014 HQ186               | 2 aprile 2014     | Spacewatch          |
| 602377 | 2014 HY188               | 19 marzo 2009     | Spacewatch          |
| 602378 | 2014 HB189               | 27 ottobre 2011   | Mount Lemmon Survey |
| 602379 | 2014 HD194               | 29 giugno 2015    | Pan-STARRS          |
| 602380 | 2014 HB195               | 30 aprile 2014    | Pan-STARRS          |
| 602381 | 2014 HK203               | 24 aprile 2014    | Pan-STARRS          |
| 602382 | 2014 HN204               | 21 aprile 2014    | Spacewatch          |
| 602383 | 2014 HX205               | 29 aprile 2014    | C. Rinner           |
| 602384 | 2014 HF206               | 7 gennaio 2013    | Mount Lemmon Survey |
| 602385 | 2014 HN206               | 29 aprile 2014    | Pan-STARRS          |
| 602386 | 2014 HT206               | 30 aprile 2014    | Pan-STARRS          |
| 602387 | 2014 HT211               | 24 aprile 2014    | Pan-STARRS          |
| 602388 | 2014 HK216               | 25 aprile 2014    | Mount Lemmon Survey |
| 602389 | 2014 HU216               | 28 febbraio 2008  | Spacewatch          |
| 602390 | 2014 HZ219               | 30 aprile 2014    | Pan-STARRS          |
| 602391 | 2014 HO220               | 30 aprile 2014    | Pan-STARRS          |
| 602392 | 2014 HG221               | 29 aprile 2014    | Pan-STARRS          |
| 602393 | 2014 HO221               | 24 aprile 2014    | Mount Lemmon Survey |
| 602394 | 2014 HF224               | 21 aprile 2014    | Mount Lemmon Survey |
| 602395 | 2014 HY231               | 25 aprile 2014    | Mount Lemmon Survey |
| 602396 | 2014 JR6                 | 3 maggio 2014     | Mount Lemmon Survey |
| 602397 | 2014 JW7                 | 3 maggio 2014     | Mount Lemmon Survey |
| 602398 | 2014 JU9                 | 26 ottobre 2011   | Pan-STARRS          |
| 602399 | 2014 JM13                | 13 dicembre 2006  | Spacewatch          |
| 602400 | 2014 JS15                | 2 maggio 2014     | WISE                |

## 602401–602500
| Nome   | Designazione provvisoria | Data di scoperta  | Scopritore                   |
| ------ | ------------------------ | ----------------- | ---------------------------- |
| 602401 | 2014 JF18                | 3 maggio 2014     | Mount Lemmon Survey          |
| 602402 | 2014 JO19                | 20 ottobre 2011   | Mount Lemmon Survey          |
| 602403 | 2014 JP22                | 4 maggio 2014     | Mount Lemmon Survey          |
| 602404 | 2014 JZ22                | 4 aprile 2014     | Mount Lemmon Survey          |
| 602405 | 2014 JN23                | 4 aprile 2014     | Pan-STARRS                   |
| 602406 | 2014 JF28                | 4 maggio 2014     | Mount Lemmon Survey          |
| 602407 | 2014 JF29                | 7 febbraio 2013   | C. Rinner                    |
| 602408 | 2014 JJ35                | 4 maggio 2014     | Mount Lemmon Survey          |
| 602409 | 2014 JT36                | 30 aprile 2014    | Pan-STARRS                   |
| 602410 | 2014 JM46                | 2 maggio 2014     | Spacewatch                   |
| 602411 | 2014 JC48                | 6 maggio 2014     | Pan-STARRS                   |
| 602412 | 2014 JZ49                | 8 maggio 2014     | Pan-STARRS                   |
| 602413 | 2014 JH50                | 8 luglio 2005     | Spacewatch                   |
| 602414 | 2014 JO55                | 9 aprile 2014     | Pan-STARRS                   |
| 602415 | 2014 JT58                | 24 giugno 2009    | Spacewatch                   |
| 602416 | 2014 JL61                | 7 maggio 2014     | Pan-STARRS                   |
| 602417 | 2014 JT62                | 8 aprile 2014     | Mount Lemmon Survey          |
| 602418 | 2014 JW66                | 1 maggio 2014     | Mount Lemmon Survey          |
| 602419 | 2014 JX66                | 1 maggio 2014     | Mount Lemmon Survey          |
| 602420 | 2014 JL73                | 2 ottobre 2010    | M. Schwartz, P. R. Holvorcem |
| 602421 | 2014 JF74                | 30 aprile 2014    | Pan-STARRS                   |
| 602422 | 2014 JK74                | 12 marzo 2014     | Pan-STARRS                   |
| 602423 | 2014 JS76                | 30 aprile 2014    | Pan-STARRS                   |
| 602424 | 2014 JZ78                | 6 maggio 2014     | Pan-STARRS                   |
| 602425 | 2014 JB82                | 1 maggio 2014     | Mount Lemmon Survey          |
| 602426 | 2014 JX82                | 5 maggio 2014     | Mount Lemmon Survey          |
| 602427 | 2014 JS83                | 10 maggio 2014    | Pan-STARRS                   |
| 602428 | 2014 JJ86                | 3 maggio 2014     | Mount Lemmon Survey          |
| 602429 | 2014 JU86                | 24 aprile 2014    | Spacewatch                   |
| 602430 | 2014 JU89                | 6 maggio 2014     | Pan-STARRS                   |
| 602431 | 2014 JV89                | 8 marzo 2013      | Pan-STARRS                   |
| 602432 | 2014 JJ91                | 13 febbraio 2013  | Pan-STARRS                   |
| 602433 | 2014 JN92                | 7 maggio 2014     | Pan-STARRS                   |
| 602434 | 2014 JE93                | 7 maggio 2014     | Pan-STARRS                   |
| 602435 | 2014 JO95                | 7 maggio 2014     | Pan-STARRS                   |
| 602436 | 2014 JT104               | 10 maggio 2014    | Spacewatch                   |
| 602437 | 2014 JX105               | 6 maggio 2014     | Pan-STARRS                   |
| 602438 | 2014 JD106               | 8 maggio 2014     | Pan-STARRS                   |
| 602439 | 2014 JU106               | 8 maggio 2014     | Pan-STARRS                   |
| 602440 | 2014 JR108               | 7 maggio 2014     | Pan-STARRS                   |
| 602441 | 2014 JW110               | 6 maggio 2014     | Pan-STARRS                   |
| 602442 | 2014 JV111               | 10 maggio 2014    | Pan-STARRS                   |
| 602443 | 2014 JL114               | 4 maggio 2014     | Pan-STARRS                   |
| 602444 | 2014 JP114               | 8 maggio 2014     | Pan-STARRS                   |
| 602445 | 2014 JB126               | 8 maggio 2014     | Pan-STARRS                   |
| 602446 | 2014 KE                  | 7 ottobre 2008    | Mount Lemmon Survey          |
| 602447 | 2014 KW3                 | 9 maggio 2014     | Pan-STARRS                   |
| 602448 | 2014 KK4                 | 19 aprile 2009    | CSS                          |
| 602449 | 2014 KS5                 | 17 novembre 2006  | Spacewatch                   |
| 602450 | 2014 KC8                 | 21 maggio 2014    | Pan-STARRS                   |
| 602451 | 2014 KM8                 | 11 dicembre 2012  | Mount Lemmon Survey          |
| 602452 | 2014 KL10                | 2 ottobre 2010    | Mount Lemmon Survey          |
| 602453 | 2014 KM10                | 8 maggio 2014     | Pan-STARRS                   |
| 602454 | 2014 KH14                | 30 aprile 2014    | Pan-STARRS                   |
| 602455 | 2014 KD15                | 4 aprile 2014     | Spacewatch                   |
| 602456 | 2014 KE15                | 4 maggio 2000     | SDSS Collaboration           |
| 602457 | 2014 KF15                | 28 gennaio 2004   | LINEAR                       |
| 602458 | 2014 KM19                | 12 ottobre 2005   | Spacewatch                   |
| 602459 | 2014 KD21                | 19 agosto 2006    | NEAT                         |
| 602460 | 2014 KN22                | 26 aprile 1995    | Spacewatch                   |
| 602461 | 2014 KO23                | 19 ottobre 2011   | Mount Lemmon Survey          |
| 602462 | 2014 KW25                | 3 ottobre 2005    | CSS                          |
| 602463 | 2014 KH26                | 7 maggio 2014     | Pan-STARRS                   |
| 602464 | 2014 KY27                | 24 settembre 2011 | Pan-STARRS                   |
| 602465 | 2014 KB30                | 3 maggio 2014     | Mount Lemmon Survey          |
| 602466 | 2014 KH30                | 22 maggio 2014    | Pan-STARRS                   |
| 602467 | 2014 KF32                | 7 maggio 2014     | Pan-STARRS                   |
| 602468 | 2014 KC35                | 26 marzo 2014     | Mount Lemmon Survey          |
| 602469 | 2014 KW36                | 28 febbraio 2009  | Mount Lemmon Survey          |
| 602470 | 2014 KJ40                | 7 maggio 2014     | Pan-STARRS                   |
| 602471 | 2014 KM42                | 8 maggio 2014     | Pan-STARRS                   |
| 602472 | 2014 KY43                | 24 febbraio 2008  | Spacewatch                   |
| 602473 | 2014 KN45                | 4 novembre 2012   | Pan-STARRS                   |
| 602474 | 2014 KP46                | 11 marzo 2008     | Mount Lemmon Survey          |
| 602475 | 2014 KP50                | 1 maggio 2014     | Mount Lemmon Survey          |
| 602476 | 2014 KY51                | 8 agosto 2010     | R. Holmes                    |
| 602477 | 2014 KD54                | 1 aprile 2003     | SDSS Collaboration           |
| 602478 | 2014 KM54                | 8 ottobre 2005    | Spacewatch                   |
| 602479 | 2014 KZ56                | 4 maggio 2014     | Mount Lemmon Survey          |
| 602480 | 2014 KE57                | 24 maggio 2014    | Mount Lemmon Survey          |
| 602481 | 2014 KM58                | 19 gennaio 2013   | Mount Lemmon Survey          |
| 602482 | 2014 KF60                | 24 maggio 2014    | Pan-STARRS                   |
| 602483 | 2014 KE65                | 21 maggio 2014    | Pan-STARRS                   |
| 602484 | 2014 KN65                | 29 febbraio 2008  | Mount Lemmon Survey          |
| 602485 | 2014 KB66                | 30 agosto 2005    | NEAT                         |
| 602486 | 2014 KU67                | 22 maggio 2014    | Mount Lemmon Survey          |
| 602487 | 2014 KW67                | 22 maggio 2014    | Mount Lemmon Survey          |
| 602488 | 2014 KQ68                | 3 ottobre 2006    | Mount Lemmon Survey          |
| 602489 | 2014 KD70                | 10 settembre 2010 | Mount Lemmon Survey          |
| 602490 | 2014 KW71                | 26 agosto 2009    | CSS                          |
| 602491 | 2014 KM72                | 14 febbraio 2013  | Pan-STARRS                   |
| 602492 | 2014 KZ72                | 9 ottobre 2005    | Spacewatch                   |
| 602493 | 2014 KG73                | 2 maggio 2014     | Mount Lemmon Survey          |
| 602494 | 2014 KR74                | 7 maggio 2014     | Pan-STARRS                   |
| 602495 | 2014 KC76                | 31 dicembre 2007  | Spacewatch                   |
| 602496 | 2014 KN80                | 10 marzo 2003     | Spacewatch                   |
| 602497 | 2014 KK86                | 10 maggio 2014    | Pan-STARRS                   |
| 602498 | 2014 KW87                | 3 febbraio 2013   | Pan-STARRS                   |
| 602499 | 2014 KQ89                | 28 maggio 2014    | Pan-STARRS                   |
| 602500 | 2014 KN91                | 23 maggio 2014    | Pan-STARRS                   |

## 602501–602600
| Nome   | Designazione provvisoria | Data di scoperta  | Scopritore                   |
| ------ | ------------------------ | ----------------- | ---------------------------- |
| 602501 | 2014 KN103               | 23 maggio 2014    | Pan-STARRS                   |
| 602502 | 2014 KS104               | 23 maggio 2014    | Pan-STARRS                   |
| 602503 | 2014 KK105               | 28 maggio 2014    | Mount Lemmon Survey          |
| 602504 | 2014 KF106               | 31 maggio 2014    | Pan-STARRS                   |
| 602505 | 2014 KF108               | 7 maggio 2014     | Pan-STARRS                   |
| 602506 | 2014 KN108               | 21 maggio 2014    | Pan-STARRS                   |
| 602507 | 2014 KB109               | 11 novembre 2010  | Mount Lemmon Survey          |
| 602508 | 2014 KE111               | 25 maggio 2014    | Pan-STARRS                   |
| 602509 | 2014 KH111               | 25 aprile 2003    | Spacewatch                   |
| 602510 | 2014 KQ113               | 21 maggio 2014    | Pan-STARRS                   |
| 602511 | 2014 KJ117               | 18 settembre 2015 | Mount Lemmon Survey          |
| 602512 | 2014 KK117               | 23 maggio 2014    | Pan-STARRS                   |
| 602513 | 2014 KO118               | 21 maggio 2014    | Pan-STARRS                   |
| 602514 | 2014 KA119               | 23 maggio 2014    | Pan-STARRS                   |
| 602515 | 2014 KJ120               | 21 maggio 2014    | Pan-STARRS                   |
| 602516 | 2014 KL120               | 6 novembre 2016   | Mount Lemmon Survey          |
| 602517 | 2014 KC121               | 21 agosto 2015    | Pan-STARRS                   |
| 602518 | 2014 KP121               | 7 maggio 2014     | Pan-STARRS                   |
| 602519 | 2014 KK131               | 21 maggio 2014    | Pan-STARRS                   |
| 602520 | 2014 KH137               | 23 maggio 2014    | Pan-STARRS                   |
| 602521 | 2014 KJ140               | 23 maggio 2014    | Pan-STARRS                   |
| 602522 | 2014 LO1                 | 30 aprile 2014    | Pan-STARRS                   |
| 602523 | 2014 LG4                 | 22 maggio 2014    | Mount Lemmon Survey          |
| 602524 | 2014 LB9                 | 25 ottobre 2011   | Pan-STARRS                   |
| 602525 | 2014 LO11                | 21 maggio 2014    | Mount Lemmon Survey          |
| 602526 | 2014 LQ16                | 4 giugno 2014     | Mount Lemmon Survey          |
| 602527 | 2014 LV17                | 10 maggio 2014    | Pan-STARRS                   |
| 602528 | 2014 LJ18                | 5 ottobre 2004    | Spacewatch                   |
| 602529 | 2014 LG19                | 24 aprile 2003    | Spacewatch                   |
| 602530 | 2014 LN19                | 25 settembre 2011 | Pan-STARRS                   |
| 602531 | 2014 LH21                | 9 dicembre 2010   | Mount Lemmon Survey          |
| 602532 | 2014 LW25                | 8 aprile 2014     | Pan-STARRS                   |
| 602533 | 2014 LA26                | 18 settembre 2004 | SSS                          |
| 602534 | 2014 LK30                | 3 giugno 2014     | Pan-STARRS                   |
| 602535 | 2014 LX31                | 4 giugno 2014     | Pan-STARRS                   |
| 602536 | 2014 LR33                | 14 febbraio 2013  | M. Schwartz, P. R. Holvorcem |
| 602537 | 2014 LD34                | 4 giugno 2014     | Pan-STARRS                   |
| 602538 | 2014 LE34                | 4 giugno 2014     | Pan-STARRS                   |
| 602539 | 2014 LB35                | 12 settembre 2015 | Pan-STARRS                   |
| 602540 | 2014 LG35                | 5 giugno 2014     | Pan-STARRS                   |
| 602541 | 2014 LE36                | 5 giugno 2014     | Pan-STARRS                   |
| 602542 | 2014 LK36                | 4 giugno 2014     | Pan-STARRS                   |
| 602543 | 2014 ML1                 | 28 aprile 2014    | Pan-STARRS                   |
| 602544 | 2014 MN2                 | 21 giugno 2011    | Spacewatch                   |
| 602545 | 2014 MG3                 | 10 aprile 2003    | Spacewatch                   |
| 602546 | 2014 MM7                 | 19 giugno 2014    | Spacewatch                   |
| 602547 | 2014 MJ8                 | 21 settembre 2003 | Spacewatch                   |
| 602548 | 2014 MS10                | 20 agosto 2009    | W. Bickel                    |
| 602549 | 2014 MD13                | 13 gennaio 2013   | Mount Lemmon Survey          |
| 602550 | 2014 ME14                | 12 febbraio 2013  | ESA OGS                      |
| 602551 | 2014 MV14                | 4 luglio 2005     | Spacewatch                   |
| 602552 | 2014 MX16                | 23 giugno 2014    | Mount Lemmon Survey          |
| 602553 | 2014 MO17                | 18 gennaio 2013   | Spacewatch                   |
| 602554 | 2014 MH21                | 10 gennaio 2007   | Spacewatch                   |
| 602555 | 2014 MD26                | 25 settembre 2011 | Y. Ivaščenko, P. Kyrylenko   |
| 602556 | 2014 MQ29                | 4 giugno 2014     | Pan-STARRS                   |
| 602557 | 2014 MS32                | 17 agosto 2009    | CSS                          |
| 602558 | 2014 ME41                | 10 aprile 2014    | Pan-STARRS                   |
| 602559 | 2014 MF47                | 3 febbraio 2012   | Mount Lemmon Survey          |
| 602560 | 2014 MU47                | 1 marzo 2008      | Spacewatch                   |
| 602561 | 2014 MZ47                | 26 maggio 2014    | Pan-STARRS                   |
| 602562 | 2014 MJ48                | 30 maggio 2014    | Pan-STARRS                   |
| 602563 | 2014 MN52                | 2 gennaio 2011    | Mount Lemmon Survey          |
| 602564 | 2014 MG53                | 3 aprile 2013     | Mount Lemmon Survey          |
| 602565 | 2014 MT55                | 27 giugno 2014    | Pan-STARRS                   |
| 602566 | 2014 MW55                | 31 marzo 2008     | Mount Lemmon Survey          |
| 602567 | 2014 MW62                | 28 giugno 2014    | Spacewatch                   |
| 602568 | 2014 MS64                | 18 marzo 2007     | H. Kurosaki, A. Nakajima     |
| 602569 | 2014 MF65                | 7 maggio 2014     | Pan-STARRS                   |
| 602570 | 2014 MZ65                | 4 luglio 2014     | Pan-STARRS                   |
| 602571 | 2014 MM68                | 18 ottobre 2006   | SSS                          |
| 602572 | 2014 MD70                | 28 giugno 2014    | Pan-STARRS                   |
| 602573 | 2014 MU72                | 21 giugno 2014    | Pan-STARRS                   |
| 602574 | 2014 MH74                | 3 maggio 2008     | Spacewatch                   |
| 602575 | 2014 MX78                | 23 aprile 2007    | Spacewatch                   |
| 602576 | 2014 MR79                | 29 giugno 2014    | Pan-STARRS                   |
| 602577 | 2014 MF84                | 3 aprile 2008     | Mount Lemmon Survey          |
| 602578 | 2014 ML84                | 2 gennaio 2016    | Mount Lemmon Survey          |
| 602579 | 2014 MF87                | 12 aprile 2013    | Pan-STARRS                   |
| 602580 | 2014 MO87                | 30 giugno 2014    | Pan-STARRS                   |
| 602581 | 2014 MF88                | 30 giugno 2014    | Pan-STARRS                   |
| 602582 | 2014 MY89                | 29 giugno 2014    | Pan-STARRS                   |
| 602583 | 2014 MM90                | 24 giugno 2014    | Pan-STARRS                   |
| 602584 | 2014 MT90                | 27 giugno 2014    | Pan-STARRS                   |
| 602585 | 2014 MH91                | 24 giugno 2014    | Pan-STARRS                   |
| 602586 | 2014 MC94                | 29 giugno 2014    | Pan-STARRS                   |
| 602587 | 2014 MO97                | 27 giugno 2014    | Pan-STARRS                   |
| 602588 | 2014 NB                  | 23 febbraio 2014  | Mount Lemmon Survey          |
| 602589 | 2014 NR10                | 31 dicembre 2011  | Spacewatch                   |
| 602590 | 2014 NL11                | 4 giugno 2014     | Pan-STARRS                   |
| 602591 | 2014 NV16                | 28 maggio 2014    | Mount Lemmon Survey          |
| 602592 | 2014 NA20                | 3 novembre 2004   | Spacewatch                   |
| 602593 | 2014 NE27                | 2 luglio 2014     | Pan-STARRS                   |
| 602594 | 2014 NJ27                | 30 novembre 2005  | Spacewatch                   |
| 602595 | 2014 NU29                | 23 giugno 2014    | Spacewatch                   |
| 602596 | 2014 NX35                | 2 luglio 2014     | Pan-STARRS                   |
| 602597 | 2014 NM36                | 2 luglio 2014     | Pan-STARRS                   |
| 602598 | 2014 NL38                | 26 dicembre 2000  | AMOS                         |
| 602599 | 2014 NP39                | 27 ottobre 2005   | Spacewatch                   |
| 602600 | 2014 NV41                | 16 aprile 2013    | CTIO-DECam                   |

## 602601–602700
| Nome   | Designazione provvisoria | Data di scoperta  | Scopritore                   |
| ------ | ------------------------ | ----------------- | ---------------------------- |
| 602601 | 2014 NQ43                | 3 luglio 2014     | Pan-STARRS                   |
| 602602 | 2014 NK46                | 1 luglio 2014     | Pan-STARRS                   |
| 602603 | 2014 NF47                | 14 marzo 2013     | Spacewatch                   |
| 602604 | 2014 NL51                | 19 gennaio 2012   | Spacewatch                   |
| 602605 | 2014 NE53                | 30 aprile 1997    | Spacewatch                   |
| 602606 | 2014 NG53                | 26 luglio 2005    | NEAT                         |
| 602607 | 2014 NE58                | 2 maggio 2013     | Spacewatch                   |
| 602608 | 2014 NU60                | 6 luglio 2014     | Pan-STARRS                   |
| 602609 | 2014 NZ69                | 2 luglio 2014     | Pan-STARRS                   |
| 602610 | 2014 NN72                | 8 luglio 2014     | Pan-STARRS                   |
| 602611 | 2014 ND73                | 10 luglio 2014    | Pan-STARRS                   |
| 602612 | 2014 NR73                | 8 luglio 2014     | Pan-STARRS                   |
| 602613 | 2014 NK77                | 7 luglio 2014     | Pan-STARRS                   |
| 602614 | 2014 NX79                | 8 luglio 2014     | Pan-STARRS                   |
| 602615 | 2014 NG81                | 1 luglio 2014     | Pan-STARRS                   |
| 602616 | 2014 NY81                | 2 luglio 2014     | Pan-STARRS                   |
| 602617 | 2014 NB82                | 1 luglio 2014     | Pan-STARRS                   |
| 602618 | 2014 NC88                | 4 luglio 2014     | Pan-STARRS                   |
| 602619 | 2014 ON3                 | 3 ottobre 2011    | S. Karge, U. Zimmer          |
| 602620 | 2014 OC6                 | 26 luglio 2014    | A. Oreshko                   |
| 602621 | 2014 OD19                | 13 gennaio 2008   | Mount Lemmon Survey          |
| 602622 | 2014 OG24                | 14 novembre 2010  | Mount Lemmon Survey          |
| 602623 | 2014 OE25                | 7 aprile 2013     | Mount Lemmon Survey          |
| 602624 | 2014 OW25                | 17 aprile 2013    | Pan-STARRS                   |
| 602625 | 2014 OS27                | 25 luglio 2014    | Pan-STARRS                   |
| 602626 | 2014 ON29                | 25 luglio 2014    | Pan-STARRS                   |
| 602627 | 2014 OJ38                | 7 luglio 2014     | Pan-STARRS                   |
| 602628 | 2014 OD43                | 25 luglio 2014    | Pan-STARRS                   |
| 602629 | 2014 OM47                | 27 giugno 2014    | Pan-STARRS                   |
| 602630 | 2014 OA53                | 7 novembre 2010   | Mount Lemmon Survey          |
| 602631 | 2014 OF55                | 20 febbraio 2006  | Mount Lemmon Survey          |
| 602632 | 2014 OQ55                | 7 gennaio 2006    | Mount Lemmon Survey          |
| 602633 | 2014 OC59                | 1 giugno 2003     | P. R. Holvorcem, M. Schwartz |
| 602634 | 2014 OG60                | 25 luglio 2014    | Pan-STARRS                   |
| 602635 | 2014 OR63                | 25 luglio 2014    | Pan-STARRS                   |
| 602636 | 2014 OG64                | 25 luglio 2014    | Pan-STARRS                   |
| 602637 | 2014 OD70                | 24 giugno 2014    | Pan-STARRS                   |
| 602638 | 2014 OL74                | 30 novembre 2011  | Mount Lemmon Survey          |
| 602639 | 2014 OW75                | 28 ottobre 2008   | Spacewatch                   |
| 602640 | 2014 OC76                | 4 settembre 2011  | Pan-STARRS                   |
| 602641 | 2014 OO76                | 25 maggio 2014    | Pan-STARRS                   |
| 602642 | 2014 OD78                | 2 settembre 2010  | Mount Lemmon Survey          |
| 602643 | 2014 OF81                | 27 luglio 2009    | Spacewatch                   |
| 602644 | 2014 OK85                | 9 maggio 2014     | Pan-STARRS                   |
| 602645 | 2014 OQ90                | 14 febbraio 2012  | Pan-STARRS                   |
| 602646 | 2014 OF95                | 9 ottobre 2004    | Spacewatch                   |
| 602647 | 2014 OD96                | 26 ottobre 2011   | Pan-STARRS                   |
| 602648 | 2014 OR98                | 24 luglio 2003    | NEAT                         |
| 602649 | 2014 OX104               | 10 febbraio 2008  | Spacewatch                   |
| 602650 | 2014 OT107               | 28 agosto 2009    | Spacewatch                   |
| 602651 | 2014 OW108               | 27 luglio 2014    | Pan-STARRS                   |
| 602652 | 2014 OG113               | 26 giugno 2014    | Mount Lemmon Survey          |
| 602653 | 2014 OJ113               | 14 aprile 2013    | Mount Lemmon Survey          |
| 602654 | 2014 OV120               | 25 gennaio 2006   | Spacewatch                   |
| 602655 | 2014 OK121               | 3 luglio 2014     | Pan-STARRS                   |
| 602656 | 2014 OO129               | 23 maggio 2014    | Pan-STARRS                   |
| 602657 | 2014 OT138               | 26 giugno 2014    | Mount Lemmon Survey          |
| 602658 | 2014 OO139               | 12 febbraio 2002  | Spacewatch                   |
| 602659 | 2014 OQ139               | 2 gennaio 2012    | Spacewatch                   |
| 602660 | 2014 OG147               | 12 settembre 2004 | Osservatorio di Mauna Kea    |
| 602661 | 2014 OY150               | 7 luglio 2014     | Pan-STARRS                   |
| 602662 | 2014 OT155               | 27 luglio 2014    | Pan-STARRS                   |
| 602663 | 2014 OW155               | 27 luglio 2014    | Pan-STARRS                   |
| 602664 | 2014 OK157               | 27 luglio 2014    | Pan-STARRS                   |
| 602665 | 2014 OD158               | 17 febbraio 2010  | Spacewatch                   |
| 602666 | 2014 ON159               | 27 luglio 2014    | Pan-STARRS                   |
| 602667 | 2014 OX159               | 23 dicembre 2012  | Pan-STARRS                   |
| 602668 | 2014 OC163               | 17 agosto 2006    | NEAT                         |
| 602669 | 2014 OW163               | 21 febbraio 2012  | Spacewatch                   |
| 602670 | 2014 OA166               | 14 marzo 2013     | Spacewatch                   |
| 602671 | 2014 OC172               | 27 luglio 2014    | Pan-STARRS                   |
| 602672 | 2014 OC182               | 23 settembre 2011 | Pan-STARRS                   |
| 602673 | 2014 OY189               | 27 luglio 2014    | Pan-STARRS                   |
| 602674 | 2014 OD195               | 19 aprile 2009    | Spacewatch                   |
| 602675 | 2014 OG196               | 19 agosto 2006    | Spacewatch                   |
| 602676 | 2014 OP201               | 2 febbraio 2009   | Spacewatch                   |
| 602677 | 2014 OA209               | 5 settembre 2008  | Spacewatch                   |
| 602678 | 2014 OQ209               | 13 novembre 2010  | Mount Lemmon Survey          |
| 602679 | 2014 OJ212               | 10 maggio 2014    | Spacewatch                   |
| 602680 | 2014 OR212               | 21 febbraio 2007  | Mount Lemmon Survey          |
| 602681 | 2014 OT217               | 27 agosto 2009    | Spacewatch                   |
| 602682 | 2014 OC226               | 19 gennaio 2012   | Spacewatch                   |
| 602683 | 2014 OE227               | 27 luglio 2014    | Pan-STARRS                   |
| 602684 | 2014 OQ234               | 13 marzo 2013     | M. Schwartz, P. R. Holvorcem |
| 602685 | 2014 OQ237               | 19 febbraio 2013  | M. Schwartz, P. R. Holvorcem |
| 602686 | 2014 OR250               | 1 giugno 2002     | NEAT                         |
| 602687 | 2014 OZ251               | 27 giugno 2014    | Pan-STARRS                   |
| 602688 | 2014 OB252               | 29 giugno 2014    | Pan-STARRS                   |
| 602689 | 2014 OE252               | 14 gennaio 2012   | Spacewatch                   |
| 602690 | 2014 OO252               | 14 gennaio 2012   | Mount Lemmon Survey          |
| 602691 | 2014 OL256               | 16 ottobre 2003   | Spacewatch                   |
| 602692 | 2014 OO270               | 2 dicembre 2010   | Mount Lemmon Survey          |
| 602693 | 2014 OL271               | 3 dicembre 2010   | Mount Lemmon Survey          |
| 602694 | 2014 OC272               | 29 luglio 2014    | Pan-STARRS                   |
| 602695 | 2014 OJ283               | 29 luglio 2014    | Pan-STARRS                   |
| 602696 | 2014 OJ291               | 11 aprile 2013    | Spacewatch                   |
| 602697 | 2014 OQ293               | 29 luglio 2014    | Pan-STARRS                   |
| 602698 | 2014 OX293               | 28 aprile 2003    | SDSS Collaboration           |
| 602699 | 2014 OG334               | 20 gennaio 2012   | Pan-STARRS                   |
| 602700 | 2014 OJ340               | 15 marzo 2012     | Mount Lemmon Survey          |

## 602701–602800
| Nome   | Designazione provvisoria | Data di scoperta  | Scopritore                    |
| ------ | ------------------------ | ----------------- | ----------------------------- |
| 602701 | 2014 OV342               | 3 febbraio 2012   | Mount Lemmon Survey           |
| 602702 | 2014 OU345               | 17 settembre 2003 | NEAT                          |
| 602703 | 2014 OX348               | 2 luglio 2014     | Pan-STARRS                    |
| 602704 | 2014 OD350               | 17 settembre 2009 | Mount Lemmon Survey           |
| 602705 | 2014 OM353               | 12 aprile 2013    | Pan-STARRS                    |
| 602706 | 2014 OK357               | 29 giugno 2014    | Pan-STARRS                    |
| 602707 | 2014 OF361               | 20 gennaio 2012   | Mount Lemmon Survey           |
| 602708 | 2014 OV365               | 26 settembre 2011 | Spacewatch                    |
| 602709 | 2014 OM369               | 8 maggio 2013     | Pan-STARRS                    |
| 602710 | 2014 OU375               | 5 gennaio 2013    | Spacewatch                    |
| 602711 | 2014 OA378               | 25 luglio 2014    | Pan-STARRS                    |
| 602712 | 2014 OW384               | 15 novembre 2010  | Mount Lemmon Survey           |
| 602713 | 2014 OX384               | 28 luglio 2014    | Pan-STARRS                    |
| 602714 | 2014 ON394               | 25 luglio 2014    | Pan-STARRS                    |
| 602715 | 2014 OO394               | 26 luglio 2014    | Pan-STARRS                    |
| 602716 | 2014 OP394               | 3 ottobre 2010    | Pan-STARRS                    |
| 602717 | 2014 OT396               | 11 novembre 2009  | Mount Lemmon Survey           |
| 602718 | 2014 OK398               | 31 luglio 2014    | Pan-STARRS                    |
| 602719 | 2014 OP408               | 8 dicembre 2010   | Mount Lemmon Survey           |
| 602720 | 2014 OM413               | 31 dicembre 2011  | Spacewatch                    |
| 602721 | 2014 OF432               | 28 luglio 2014    | Pan-STARRS                    |
| 602722 | 2014 OZ434               | 25 luglio 2014    | Pan-STARRS                    |
| 602723 | 2014 OV442               | 29 luglio 2014    | Pan-STARRS                    |
| 602724 | 2014 OD443               | 28 luglio 2014    | Pan-STARRS                    |
| 602725 | 2014 PM1                 | 25 novembre 2005  | Mount Lemmon Survey           |
| 602726 | 2014 PV1                 | 25 luglio 2014    | Pan-STARRS                    |
| 602727 | 2014 PX6                 | 23 settembre 2011 | Pan-STARRS                    |
| 602728 | 2014 PA23                | 22 dicembre 2008  | Spacewatch                    |
| 602729 | 2014 PA26                | 18 marzo 2001     | Spacewatch                    |
| 602730 | 2014 PQ41                | 14 aprile 2005    | CSS                           |
| 602731 | 2014 PU43                | 4 agosto 2014     | Pan-STARRS                    |
| 602732 | 2014 PU46                | 15 settembre 2007 | Mount Lemmon Survey           |
| 602733 | 2014 PZ47                | 25 luglio 2014    | Pan-STARRS                    |
| 602734 | 2014 PZ49                | 18 agosto 2009    | Spacewatch                    |
| 602735 | 2014 PA53                | 28 luglio 2014    | Pan-STARRS                    |
| 602736 | 2014 PC60                | 7 maggio 2014     | Pan-STARRS                    |
| 602737 | 2014 PL61                | 11 maggio 2008    | Mount Lemmon Survey           |
| 602738 | 2014 PT65                | 17 gennaio 2013   | Pan-STARRS                    |
| 602739 | 2014 PS66                | 22 maggio 2001    | J. L. Elliot, L. H. Wasserman |
| 602740 | 2014 PX67                | 1 febbraio 2005   | CSS                           |
| 602741 | 2014 PX73                | 23 novembre 2009  | Mount Lemmon Survey           |
| 602742 | 2014 PH76                | 5 gennaio 2006    | Spacewatch                    |
| 602743 | 2014 PU79                | 25 aprile 2007    | Spacewatch                    |
| 602744 | 2014 PY80                | 22 gennaio 2006   | Mount Lemmon Survey           |
| 602745 | 2014 PP82                | 26 novembre 2017  | Mount Lemmon Survey           |
| 602746 | 2014 PY93                | 3 agosto 2014     | Pan-STARRS                    |
| 602747 | 2014 PL98                | 5 agosto 2014     | Pan-STARRS                    |
| 602748 | 2014 QD6                 | 18 agosto 2014    | Pan-STARRS                    |
| 602749 | 2014 QJ8                 | 30 settembre 2009 | Mount Lemmon Survey           |
| 602750 | 2014 QJ14                | 14 dicembre 2004  | LINEAR                        |
| 602751 | 2014 QW14                | 1 ottobre 2003    | Spacewatch                    |
| 602752 | 2014 QA38                | 30 novembre 2007  | K. Endate                     |
| 602753 | 2014 QX38                | 27 febbraio 2012  | Pan-STARRS                    |
| 602754 | 2014 QQ39                | 3 luglio 2014     | Pan-STARRS                    |
| 602755 | 2014 QF40                | 14 settembre 2002 | NEAT                          |
| 602756 | 2014 QY40                | 20 gennaio 2012   | Pan-STARRS                    |
| 602757 | 2014 QC43                | 14 febbraio 2013  | Pan-STARRS                    |
| 602758 | 2014 QK43                | 5 novembre 2010   | Mount Lemmon Survey           |
| 602759 | 2014 QJ44                | 1 febbraio 2012   | Mount Lemmon Survey           |
| 602760 | 2014 QK45                | 28 luglio 2014    | Pan-STARRS                    |
| 602761 | 2014 QC52                | 14 aprile 2013    | ESA OGS                       |
| 602762 | 2014 QU56                | 22 settembre 2009 | Mount Lemmon Survey           |
| 602763 | 2014 QD57                | 28 settembre 2008 | Mount Lemmon Survey           |
| 602764 | 2014 QC61                | 15 marzo 2012     | Mount Lemmon Survey           |
| 602765 | 2014 QJ64                | 4 agosto 2003     | Spacewatch                    |
| 602766 | 2014 QU66                | 26 luglio 2014    | Pan-STARRS                    |
| 602767 | 2014 QC72                | 15 aprile 2013    | Pan-STARRS                    |
| 602768 | 2014 QR72                | 3 giugno 2014     | Pan-STARRS                    |
| 602769 | 2014 QT73                | 13 ottobre 2010   | Mount Lemmon Survey           |
| 602770 | 2014 QC78                | 20 agosto 2014    | Pan-STARRS                    |
| 602771 | 2014 QB88                | 30 settembre 2003 | Spacewatch                    |
| 602772 | 2014 QP91                | 15 febbraio 2013  | Pan-STARRS                    |
| 602773 | 2014 QF94                | 28 gennaio 2011   | Mount Lemmon Survey           |
| 602774 | 2014 QU98                | 28 settembre 1998 | Spacewatch                    |
| 602775 | 2014 QZ99                | 30 luglio 2014    | Spacewatch                    |
| 602776 | 2014 QU102               | 9 gennaio 2006    | Mount Lemmon Survey           |
| 602777 | 2014 QR108               | 14 settembre 2007 | Mount Lemmon Survey           |
| 602778 | 2014 QH121               | 7 marzo 2013      | Mount Lemmon Survey           |
| 602779 | 2014 QP124               | 20 agosto 2014    | Pan-STARRS                    |
| 602780 | 2014 QZ130               | 24 agosto 2003    | Osservatorio di Cerro Tololo  |
| 602781 | 2014 QQ132               | 20 agosto 2014    | Pan-STARRS                    |
| 602782 | 2014 QJ146               | 22 agosto 2004    | Spacewatch                    |
| 602783 | 2014 QL157               | 27 giugno 2014    | Pan-STARRS                    |
| 602784 | 2014 QL158               | 19 marzo 2013     | Pan-STARRS                    |
| 602785 | 2014 QS160               | 17 aprile 2013    | Pan-STARRS                    |
| 602786 | 2014 QP161               | 13 marzo 2007     | Spacewatch                    |
| 602787 | 2014 QG164               | 27 giugno 2014    | Pan-STARRS                    |
| 602788 | 2014 QR168               | 23 luglio 2003    | NEAT                          |
| 602789 | 2014 QB179               | 5 febbraio 2011   | Mount Lemmon Survey           |
| 602790 | 2014 QS189               | 22 agosto 2014    | Pan-STARRS                    |
| 602791 | 2014 QS191               | 26 settembre 2008 | Spacewatch                    |
| 602792 | 2014 QC208               | 30 settembre 2011 | Spacewatch                    |
| 602793 | 2014 QK215               | 18 settembre 2003 | NEAT                          |
| 602794 | 2014 QP225               | 27 agosto 2009    | Spacewatch                    |
| 602795 | 2014 QB247               | 22 agosto 2014    | Pan-STARRS                    |
| 602796 | 2014 QE250               | 22 agosto 2014    | Pan-STARRS                    |
| 602797 | 2014 QF253               | 22 agosto 2014    | Pan-STARRS                    |
| 602798 | 2014 QS256               | 22 agosto 2014    | Pan-STARRS                    |
| 602799 | 2014 QD258               | 10 gennaio 2011   | Mount Lemmon Survey           |
| 602800 | 2014 QX270               | 10 novembre 2010  | Mount Lemmon Survey           |

## 602801–602900
| Nome   | Designazione provvisoria | Data di scoperta  | Scopritore                          |
| ------ | ------------------------ | ----------------- | ----------------------------------- |
| 602801 | 2014 QN275               | 24 agosto 2014    | Spacewatch                          |
| 602802 | 2014 QZ275               | 21 ottobre 2011   | Spacewatch                          |
| 602803 | 2014 QJ276               | 17 aprile 2013    | Pan-STARRS                          |
| 602804 | 2014 QG277               | 20 febbraio 2010  | Spacewatch                          |
| 602805 | 2014 QE280               | 19 gennaio 2012   | Spacewatch                          |
| 602806 | 2014 QF283               | 1 dicembre 2005   | Mount Lemmon Survey                 |
| 602807 | 2014 QC285               | 28 settembre 2003 | SDSS Collaboration                  |
| 602808 | 2014 QQ285               | 14 febbraio 2013  | Pan-STARRS                          |
| 602809 | 2014 QX288               | 21 aprile 2012    | Pan-STARRS                          |
| 602810 | 2014 QL294               | 3 agosto 2014     | Pan-STARRS                          |
| 602811 | 2014 QT294               | 25 agosto 2014    | Pan-STARRS                          |
| 602812 | 2014 QE302               | 28 luglio 2014    | Pan-STARRS                          |
| 602813 | 2014 QM308               | 8 marzo 2013      | Pan-STARRS                          |
| 602814 | 2014 QK309               | 20 settembre 2009 | Mount Lemmon Survey                 |
| 602815 | 2014 QF310               | 10 settembre 2009 | CSS                                 |
| 602816 | 2014 QV317               | 21 febbraio 2007  | Mount Lemmon Survey                 |
| 602817 | 2014 QH321               | 25 agosto 2014    | Pan-STARRS                          |
| 602818 | 2014 QV323               | 8 marzo 2013      | Pan-STARRS                          |
| 602819 | 2014 QD339               | 6 luglio 2014     | Pan-STARRS                          |
| 602820 | 2014 QF341               | 14 febbraio 2012  | Pan-STARRS                          |
| 602821 | 2014 QC348               | 26 settembre 2003 | SDSS Collaboration                  |
| 602822 | 2014 QD374               | 20 agosto 2014    | Pan-STARRS                          |
| 602823 | 2014 QP376               | 27 agosto 2014    | Pan-STARRS                          |
| 602824 | 2014 QN399               | 28 agosto 2014    | Spacewatch                          |
| 602825 | 2014 QZ399               | 25 febbraio 2007  | Mount Lemmon Survey                 |
| 602826 | 2014 QD403               | 4 settembre 2008  | Osservatorio astronomico di Maiorca |
| 602827 | 2014 QK409               | 16 ottobre 2009   | Mount Lemmon Survey                 |
| 602828 | 2014 QM409               | 17 marzo 2013     | PTF                                 |
| 602829 | 2014 QQ429               | 6 agosto 2014     | Pan-STARRS                          |
| 602830 | 2014 QZ433               | 27 agosto 2014    | Pan-STARRS                          |
| 602831 | 2014 QT438               | 25 luglio 2007    | LUSS                                |
| 602832 | 2014 QD440               | 21 settembre 2003 | A. Boattini, A. Di Paola            |
| 602833 | 2014 QM445               | 22 agosto 2014    | Pan-STARRS                          |
| 602834 | 2014 QX447               | 10 gennaio 2006   | Mount Lemmon Survey                 |
| 602835 | 2014 QO451               | 6 marzo 2008      | Mount Lemmon Survey                 |
| 602836 | 2014 QP457               | 23 ottobre 2003   | Spacewatch                          |
| 602837 | 2014 QV474               | 17 aprile 2013    | Pan-STARRS                          |
| 602838 | 2014 QO478               | 20 agosto 2014    | Pan-STARRS                          |
| 602839 | 2014 QL486               | 20 agosto 2014    | Pan-STARRS                          |
| 602840 | 2014 QD495               | 31 agosto 2014    | Pan-STARRS                          |
| 602841 | 2014 QT497               | 25 agosto 2014    | Pan-STARRS                          |
| 602842 | 2014 QX504               | 24 ottobre 2009   | Spacewatch                          |
| 602843 | 2014 QK506               | 20 agosto 2014    | Pan-STARRS                          |
| 602844 | 2014 QK526               | 20 agosto 2014    | Pan-STARRS                          |
| 602845 | 2014 QZ528               | 20 agosto 2014    | Pan-STARRS                          |
| 602846 | 2014 QM529               | 28 agosto 2014    | Pan-STARRS                          |
| 602847 | 2014 QB533               | 28 agosto 2014    | Pan-STARRS                          |
| 602848 | 2014 QP537               | 16 settembre 2003 | Spacewatch                          |
| 602849 | 2014 QS554               | 25 agosto 2014    | Pan-STARRS                          |
| 602850 | 2014 QV554               | 25 agosto 2014    | Pan-STARRS                          |
| 602851 | 2014 RJ4                 | 28 giugno 2014    | Pan-STARRS                          |
| 602852 | 2014 RJ9                 | 28 giugno 2014    | Pan-STARRS                          |
| 602853 | 2014 RT22                | 28 agosto 2014    | Pan-STARRS                          |
| 602854 | 2014 RY22                | 12 gennaio 2003   | NEAT                                |
| 602855 | 2014 RK25                | 18 aprile 2013    | Mount Lemmon Survey                 |
| 602856 | 2014 RJ33                | 18 novembre 1996  | Spacewatch                          |
| 602857 | 2014 RS34                | 28 luglio 2014    | Pan-STARRS                          |
| 602858 | 2014 RT37                | 25 settembre 1998 | Spacewatch                          |
| 602859 | 2014 RE43                | 18 settembre 2003 | AMOS                                |
| 602860 | 2014 RZ51                | 20 aprile 2006    | Spacewatch                          |
| 602861 | 2014 RB54                | 30 luglio 2014    | Spacewatch                          |
| 602862 | 2014 RP64                | 15 settembre 2014 | Mount Lemmon Survey                 |
| 602863 | 2014 RO70                | 2 settembre 2014  | Pan-STARRS                          |
| 602864 | 2014 RT76                | 1 settembre 2014  | Mount Lemmon Survey                 |
| 602865 | 2014 SP6                 | 26 gennaio 2006   | Spacewatch                          |
| 602866 | 2014 SN17                | 10 aprile 2013    | Pan-STARRS                          |
| 602867 | 2014 SP21                | 23 gennaio 2006   | Spacewatch                          |
| 602868 | 2014 SS29                | 15 marzo 2013     | Mount Lemmon Survey                 |
| 602869 | 2014 SS31                | 12 febbraio 2011  | Mount Lemmon Survey                 |
| 602870 | 2014 SB34                | 22 gennaio 2006   | Mount Lemmon Survey                 |
| 602871 | 2014 SS36                | 12 marzo 2010     | Spacewatch                          |
| 602872 | 2014 SG38                | 28 settembre 2009 | Mount Lemmon Survey                 |
| 602873 | 2014 SK38                | 7 giugno 2013     | Pan-STARRS                          |
| 602874 | 2014 SQ40                | 16 ottobre 2009   | Mount Lemmon Survey                 |
| 602875 | 2014 SV46                | 23 ottobre 2011   | Mount Lemmon Survey                 |
| 602876 | 2014 SY51                | 4 dicembre 2007   | Spacewatch                          |
| 602877 | 2014 SU53                | 7 febbraio 2003   |                                     |
| 602878 | 2014 SO55                | 7 febbraio 2011   | Mount Lemmon Survey                 |
| 602879 | 2014 SB59                | 28 ottobre 2011   | Mount Lemmon Survey                 |
| 602880 | 2014 SL60                | 30 luglio 2000    | M. W. Buie, S. D. Kern              |
| 602881 | 2014 SX65                | 11 febbraio 2011  | Mount Lemmon Survey                 |
| 602882 | 2014 SP74                | 18 marzo 2005     | CSS                                 |
| 602883 | 2014 SW80                | 13 febbraio 2013  | ESA OGS                             |
| 602884 | 2014 SJ85                | 18 settembre 2003 | NEAT                                |
| 602885 | 2014 SA104               | 28 agosto 2014    | Spacewatch                          |
| 602886 | 2014 SQ110               | 26 gennaio 2009   | Mount Lemmon Survey                 |
| 602887 | 2014 SZ111               | 31 agosto 2007    | K. Sárneczky, L. Kiss               |
| 602888 | 2014 SH112               | 18 settembre 2014 | Pan-STARRS                          |
| 602889 | 2014 SX115               | 30 dicembre 2007  | Spacewatch                          |
| 602890 | 2014 SG118               | 29 marzo 2011     | Mount Lemmon Survey                 |
| 602891 | 2014 SY119               | 3 gennaio 2012    | Spacewatch                          |
| 602892 | 2014 SC141               | 31 luglio 2014    | Pan-STARRS                          |
| 602893 | 2014 SH145               | 30 gennaio 2011   | Pan-STARRS                          |
| 602894 | 2014 SB165               | 19 agosto 2014    | Pan-STARRS                          |
| 602895 | 2014 SA167               | 22 ottobre 2009   | Mount Lemmon Survey                 |
| 602896 | 2014 SJ168               | 23 settembre 2009 | Mount Lemmon Survey                 |
| 602897 | 2014 SZ180               | 21 giugno 2007    | Spacewatch                          |
| 602898 | 2014 SK184               | 25 settembre 1998 | Spacewatch                          |
| 602899 | 2014 SU186               | 31 gennaio 2009   | Mount Lemmon Survey                 |
| 602900 | 2014 SS187               | 20 settembre 2014 | Pan-STARRS                          |

## 602901–603000
| Nome               | Designazione provvisoria | Data di scoperta  | Scopritore                |
| ------------------ | ------------------------ | ----------------- | ------------------------- |
| 602901             | 2014 SF191               | 31 ottobre 2005   | Mount Lemmon Survey       |
| 602902             | 2014 SX194               | 20 settembre 2014 | Pan-STARRS                |
| 602903             | 2014 SO197               | 17 febbraio 2013  | Spacewatch                |
| 602904             | 2014 SG199               | 9 febbraio 2005   | Spacewatch                |
| 602905             | 2014 SH202               | 23 ottobre 2001   | Spacewatch                |
| 602906             | 2014 SL203               | 22 novembre 2011  | Mount Lemmon Survey       |
| 602907             | 2014 SU204               | 30 luglio 2014    | Pan-STARRS                |
| 602908             | 2014 SM205               | 27 agosto 2014    | Pan-STARRS                |
| 602909             | 2014 SL208               | 16 marzo 2005     | Mount Lemmon Survey       |
| 602910             | 2014 SM208               | 29 luglio 2014    | Pan-STARRS                |
| 602911             | 2014 SC235               | 31 dicembre 2007  | Spacewatch                |
| 602912             | 2014 SU238               | 24 settembre 2009 | Mount Lemmon Survey       |
| 602913             | 2014 SN240               | 31 luglio 2014    | Pan-STARRS                |
| 602914             | 2014 SH247               | 14 aprile 2010    | Spacewatch                |
| 602915             | 2014 SD251               | 26 ottobre 2011   | Pan-STARRS                |
| 602916             | 2014 SV256               | 9 settembre 2007  | Spacewatch                |
| 602917             | 2014 SN289               | 19 settembre 2014 | Pan-STARRS                |
| 602918             | 2014 SA291               | 7 gennaio 2006    | Spacewatch                |
| 602919             | 2014 SZ309               | 24 settembre 2014 | Mount Lemmon Survey       |
| 602920             | 2014 SH331               | 8 ottobre 2004    | Spacewatch                |
| 602921             | 2014 SW333               | 24 settembre 2014 | Spacewatch                |
| 602922 Juhászgyula | 2014 SD335               | 30 settembre 2014 | K. Sárneczky, P. Székely  |
| 602923             | 2014 SE335               | 25 agosto 2014    | Pan-STARRS                |
| 602924             | 2014 SW335               | 30 settembre 2009 | Mount Lemmon Survey       |
| 602925             | 2014 SG336               | 25 ottobre 2011   | Pan-STARRS                |
| 602926             | 2014 SN338               | 11 ottobre 2007   | Mount Lemmon Survey       |
| 602927             | 2014 SF344               | 29 settembre 2014 | Pan-STARRS                |
| 602928             | 2014 SS352               | 20 settembre 2014 | Pan-STARRS                |
| 602929             | 2014 SA360               | 19 settembre 2014 | Pan-STARRS                |
| 602930             | 2014 SY364               | 20 settembre 2014 | Pan-STARRS                |
| 602931             | 2014 SZ364               | 24 novembre 2014  | Mount Lemmon Survey       |
| 602932             | 2014 SH365               | 24 settembre 2014 | Mount Lemmon Survey       |
| 602933             | 2014 SF367               | 27 novembre 2014  | Pan-STARRS                |
| 602934             | 2014 SW367               | 19 settembre 2014 | Pan-STARRS                |
| 602935             | 2014 SU380               | 19 settembre 2014 | Pan-STARRS                |
| 602936             | 2014 SK383               | 19 settembre 2014 | Pan-STARRS                |
| 602937             | 2014 SP394               | 17 settembre 2014 | Pan-STARRS                |
| 602938             | 2014 SA399               | 5 luglio 2014     | Pan-STARRS                |
| 602939             | 2014 SP399               | 18 settembre 2014 | Pan-STARRS                |
| 602940             | 2014 TB2                 | 15 settembre 2007 | LUSS                      |
| 602941             | 2014 TE6                 | 21 ottobre 2003   | Spacewatch                |
| 602942             | 2014 TX8                 | 31 luglio 2000    | M. W. Buie, S. D. Kern    |
| 602943             | 2014 TR10                | 30 ottobre 2009   | Mount Lemmon Survey       |
| 602944             | 2014 TM15                | 1 ottobre 2014    | Pan-STARRS                |
| 602945             | 2014 TP16                | 18 settembre 2003 | Spacewatch                |
| 602946             | 2014 TD17                | 4 settembre 2014  | Pan-STARRS                |
| 602947             | 2014 TU18                | 12 ottobre 2007   | Spacewatch                |
| 602948             | 2014 TK32                | 3 ottobre 2014    | Mount Lemmon Survey       |
| 602949             | 2014 TO38                | 13 ottobre 2004   | K. Černis, J. Zdanavičius |
| 602950             | 2014 TS40                | 2 marzo 2005      | Spacewatch                |
| 602951             | 2014 TC43                | 28 settembre 2003 | Spacewatch                |
| 602952             | 2014 TO59                | 4 marzo 2006      | Mount Lemmon Survey       |
| 602953             | 2014 TH61                | 14 settembre 2007 | Mount Lemmon Survey       |
| 602954             | 2014 TB64                | 14 settembre 2007 | Mount Lemmon Survey       |
| 602955             | 2014 TN70                | 14 gennaio 2002   | NEAT                      |
| 602956             | 2014 TK79                | 24 ottobre 2011   | Pan-STARRS                |
| 602957             | 2014 TK95                | 2 ottobre 2014    | Pan-STARRS                |
| 602958             | 2014 TF98                | 10 marzo 2016     | Pan-STARRS                |
| 602959             | 2014 UT4                 | 18 ottobre 2014   | Mount Lemmon Survey       |
| 602960             | 2014 UA41                | 3 ottobre 2014    | Spacewatch                |
| 602961             | 2014 UF41                | 20 ottobre 2014   | Mount Lemmon Survey       |
| 602962             | 2014 UJ45                | 12 settembre 2007 | Mount Lemmon Survey       |
| 602963             | 2014 UX48                | 3 novembre 2007   | Spacewatch                |
| 602964             | 2014 UA50                | 10 novembre 2001  | LINEAR                    |
| 602965             | 2014 UT53                | 1 febbraio 2009   | Spacewatch                |
| 602966             | 2014 UM54                | 5 ottobre 2014    | Mount Lemmon Survey       |
| 602967             | 2014 UU63                | 10 ottobre 2007   | Mount Lemmon Survey       |
| 602968             | 2014 UY63                | 22 ottobre 2009   | Mount Lemmon Survey       |
| 602969             | 2014 UY65                | 3 marzo 2005      | CSS                       |
| 602970             | 2014 UZ65                | 20 ottobre 2014   | Mount Lemmon Survey       |
| 602971             | 2014 UF66                | 21 aprile 2012    | Mount Lemmon Survey       |
| 602972             | 2014 UK71                | 17 gennaio 2005   | Spacewatch                |
| 602973             | 2014 UJ77                | 13 ottobre 2014   | Mount Lemmon Survey       |
| 602974             | 2014 UV78                | 21 aprile 2006    | Mount Lemmon Survey       |
| 602975             | 2014 UA84                | 21 ottobre 2014   | Mount Lemmon Survey       |
| 602976             | 2014 UW87                | 14 febbraio 2012  | Pan-STARRS                |
| 602977             | 2014 UD89                | 9 novembre 2007   | Mount Lemmon Survey       |
| 602978             | 2014 UP89                | 12 settembre 2007 | Mount Lemmon Survey       |
| 602979             | 2014 UR98                | 23 ottobre 2014   | Spacewatch                |
| 602980             | 2014 UP102               | 10 ottobre 2007   | Spacewatch                |
| 602981             | 2014 US102               | 15 marzo 2013     | Spacewatch                |
| 602982             | 2014 UU106               | 26 ottobre 2011   | Pan-STARRS                |
| 602983             | 2014 UY109               | 11 novembre 2009  | Spacewatch                |
| 602984             | 2014 UJ121               | 8 settembre 2007  | O. Geraščenko             |
| 602985             | 2014 UO123               | 16 gennaio 2011   | Mount Lemmon Survey       |
| 602986             | 2014 UE135               | 20 maggio 2006    | Spacewatch                |
| 602987             | 2014 UB147               | 25 febbraio 2006  | Spacewatch                |
| 602988             | 2014 US148               | 16 settembre 2003 | Spacewatch                |
| 602989             | 2014 UU150               | 16 settembre 2009 | Spacewatch                |
| 602990             | 2014 UB159               | 25 ottobre 2014   | Pan-STARRS                |
| 602991             | 2014 UG165               | 30 gennaio 2009   | Mount Lemmon Survey       |
| 602992             | 2014 UX165               | 6 maggio 2006     | Spacewatch                |
| 602993             | 2014 UJ166               | 2 settembre 1998  | Spacewatch                |
| 602994             | 2014 US166               | 26 ottobre 2014   | Mount Lemmon Survey       |
| 602995             | 2014 US167               | 26 ottobre 2014   | Mount Lemmon Survey       |
| 602996             | 2014 UZ167               | 18 settembre 2003 | Spacewatch                |
| 602997             | 2014 UX171               | 7 ottobre 2005    | Osservatorio di Mauna Kea |
| 602998             | 2014 UL176               | 23 luglio 2001    | AMOS                      |
| 602999             | 2014 UF196               | 13 settembre 2007 | Mount Lemmon Survey       |
| 603000             | 2014 US202               | 28 ottobre 2001   | NEAT                      |